# Ingelstads härad
Ingelstads härad var ett härad i sydöstra Skåne i dåvarande Kristianstads län och omfattar delar av nuvarande Simrishamns kommun, Tomelilla kommun och Ystads kommun. Häradets areal var 436,76 kvadratkilometer varav 435,99 land.  Tingsplats var Hammenhög gemensam med Järrestads härad.

## Häradsvapen
Häradsvapnet fastställdes av Kungl. Maj:t den 16 december 1955: " I rött fält en järnhatt mellan två stolpvis ställda ryttarhammare med näbbarna mot varandra, allt av silver".

## Socknar
I häradet ingick följande socknar:
I Simrishamns kommun
- Östra Hoby
- Borrby
- Hammenhög
- Hannas
- Östra Herrestad

I Ystads kommun
- Hörup
- Ingelstorp
- Löderup
- Valleberga
- Glemminge
- Stora Köpinge (före 1891, och endast delvis)

I Tomelilla kommun
- Bollerup
- Tosterup
- Östra Ingelstad
- Smedstorp
- Kverrestad
- Benestad
- Onslunda
- Spjutstorp
- Ullstorp
- Tryde
- Övraby
- Tranås från 1891, innan dess i Herrestads härad

från 1952 ingick Ramsåsa socken i Ingelstads och Järrestads domsagas tingslag

samt
- Tomelilla köping (bildad 1921/1926)

Samt en del före 1880 av
- Stora Köpinge socken som i övrigt hörde till Herrestads socken och Malmöhus län.

År 1891 genomfördes en reglering av häradets gränser. Innan dess hörde hela Tranås, nordöstra delen av Tryde och en liten flik av Övraby till Herrestads härad i Malmöhus län. Efter regleringen kom dess områden föras till Ingelstads härad.

## Län, fögderier, tingslag, domsagor och tingsrätter
Häradet hörde mellan 1720 och 1996 till Kristianstads län, Malmöhus län innan dess. Socknarna i Ystads kommun från 1971 i Malmöhus län. Från 1997 ingår området i Skåne län. Församlingarna tillhör(de) Lunds stift.
Häradets socknar hörde till följande fögderier:
- 1720–1917 Ingelstads och Järrestads fögderi
- 1918–1990 Simrishamns fögderi, bara till 1971 för socknarna i Ystads kommun
- 1971–1990 Ystads fögderi för socknarna i Ystads kommun

Häradets socknar tillhörde följande tingslag, domsagor och tingsrätter:
- 1682–1847 Ingelstads tingslag i
  - 1682–1690 Ingelstads, Herrestads, Järrestads domsaga
  - 1691–1847 Ingelstads, Herrestads, Järrestads och Ljunits häraders domsaga
  - 1848–1872  Ingelstads och Järrestads domsaga
- 1873–1970 Ingelstads och Järrestads domsagas tingslag i Ingelstads och Järrestads domsaga som från 1967 även omfattade Albo härad

- 1971–1974 Ingelstads och Järrestads tingsrätt för socknarna i Simrishamns och Tomelilla kommuner
- 1975–2001 Simrishamns domsaga med Simrishamns tingsrätt för socknarna i Simrishamns och Tomelilla kommuner
- 1974– Ystads domsaga med Ystads tingsrätt för socknarna i Ystads kommun och från 26 november 2001 för övriga socknar